# Eane
Eane o Eani (en griego Αιανή) es una unidad municipal de la Unidad periférica de Kozani, 20 km al sur de la ciudad de Kozani, en Macedonia Occidental, Grecia. La población de la unidad municipal, en el censo de 2011, era de 3429 habitantes y la de la localidad de Eane era de 2006 habitantes.

## Historia

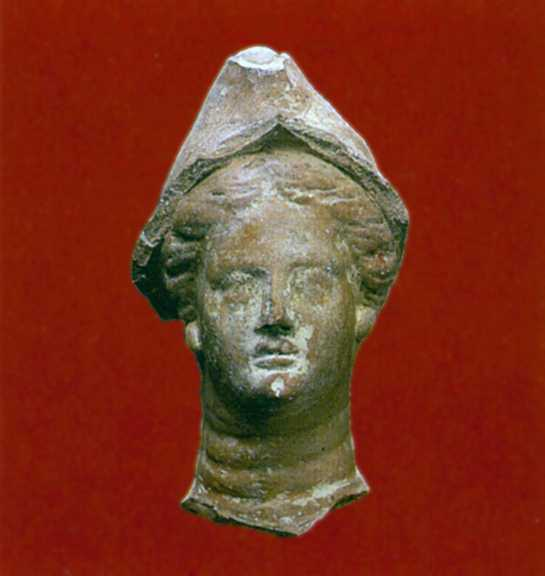
Figura de barro de la diosa Atenea. Museo arqueológico de Eane

Eane fue la capital de Elimia, un reino y región de la Alta Macedonia, que se convirtió en parte del Reino de Macedonia a principios del siglo IV a. C..
Desde 1983, las excavaciones sistemáticas en la zona han sacado a la luz los hallazgos que atestiguan la existencia de una organizada ciudad desde el segundo milenio a. C. hasta el año 100 a. C. Los descubrimientos están alojados en el Museo Arqueológico de Eane. Las excavaciones  han desenterrado antiguas piezas de cerámica, pintadas en mate, tanto de colores negro como blanco, de un tipo de la que no se han encontrado casi restos en otros lugares. Algunas datan del siglo XIV a. C., correspondientes a la civilización micénica. aunque es dudoso que estos hallazgos demuestren que hubo un asentamiento micénico en el área, hay investigadores como Georgia Karamitrou-Mentessidi que opinan en este sentido. Se han hallado también algunos de los más antiguos ejemplos de escritura griega: hay inscripciones con nombres como Πλεόνα (Pleona) y Θέμιδα (Témida), que prueba que la sociedad macedonia hablaba y escribía en griego antes del siglo V a. C.